# Шактулик (аэропорт)
Аэропорт Шактулик (англ. Shaktoolik Airport), (ИАТА: SKK, ИКАО: PFSH, FAA LID: 2C7) — государственный гражданский аэропорт, расположенный в 1,8 километрах к северо-западу от центрального делового района города Шактулик (Аляска), США.

## Операционная деятельность
Аэропорт Шактулик занимает площадь в 63 гектар, расположен на высоте 7 метров над уровнем моря и эксплуатирует одну взлётно-посадочную полосу:
- 14/32 размерами 1220 x 23 метров с гравийным покрытием.